# Hochwasserrückhaltebecken Salzderhelden

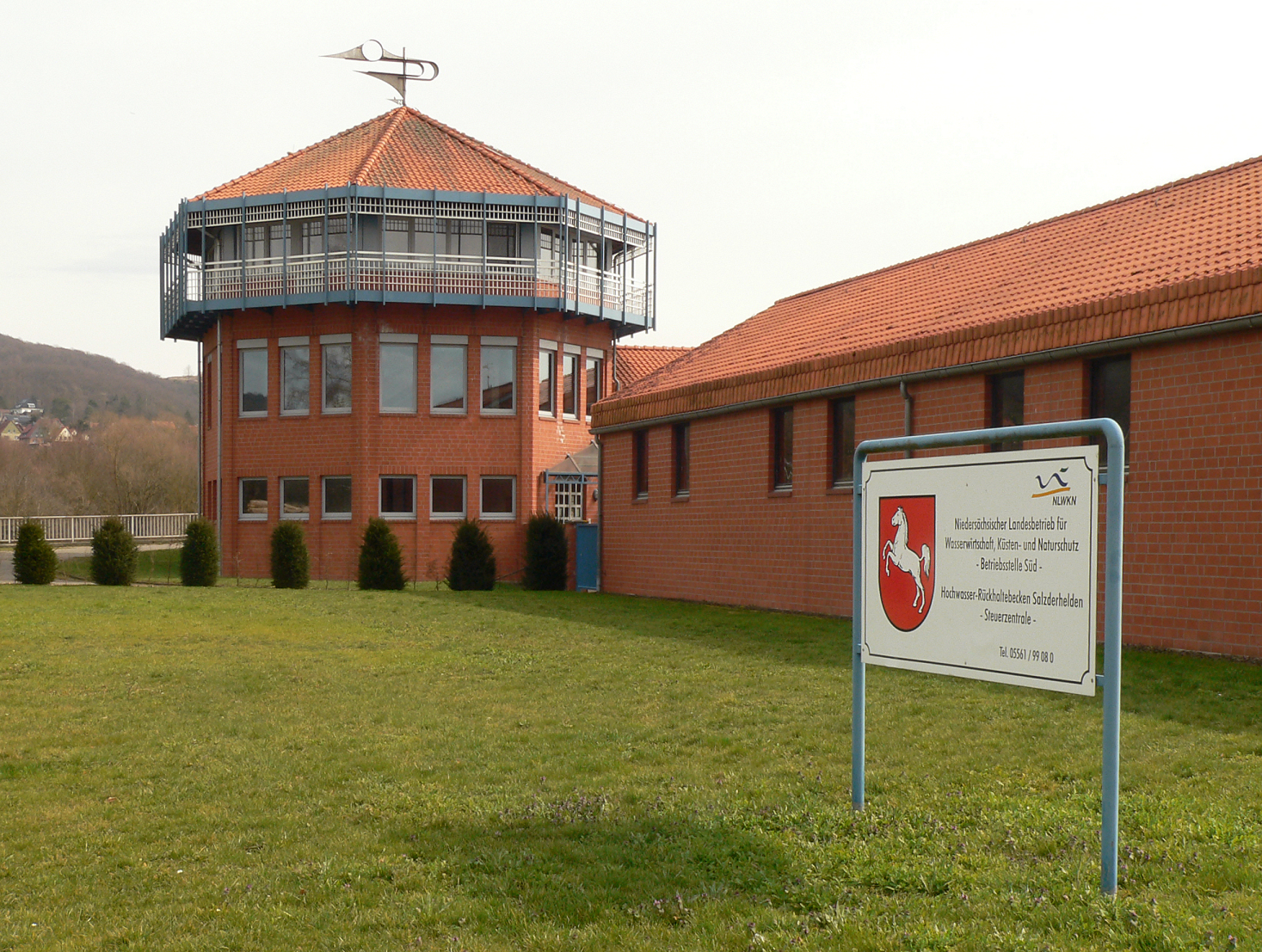
Steuerzentrale neben dem Abschlussbauwerk

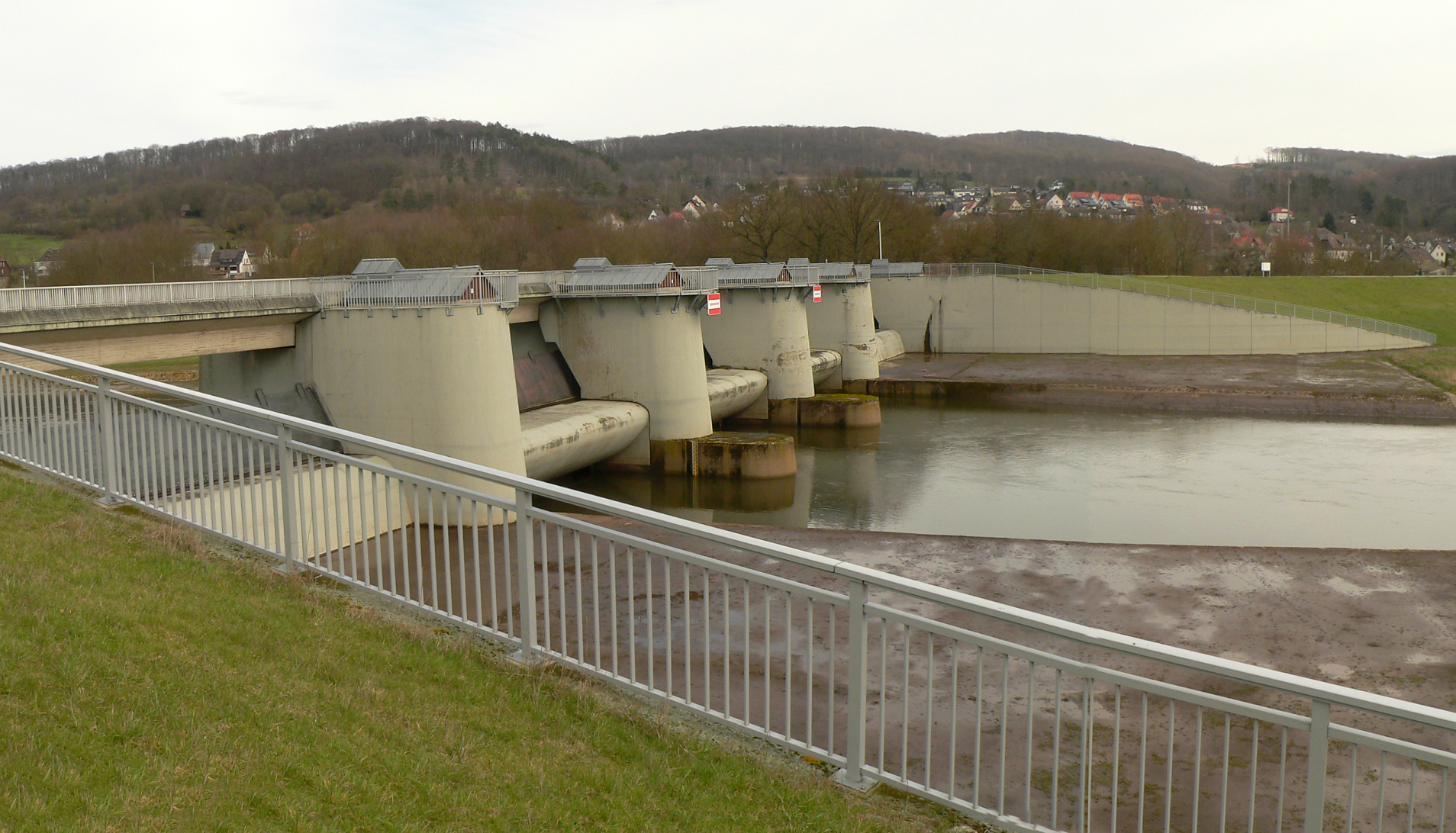
Blick vom Damm auf den Beckeninnenraum mit dem Abschlussbauwerk

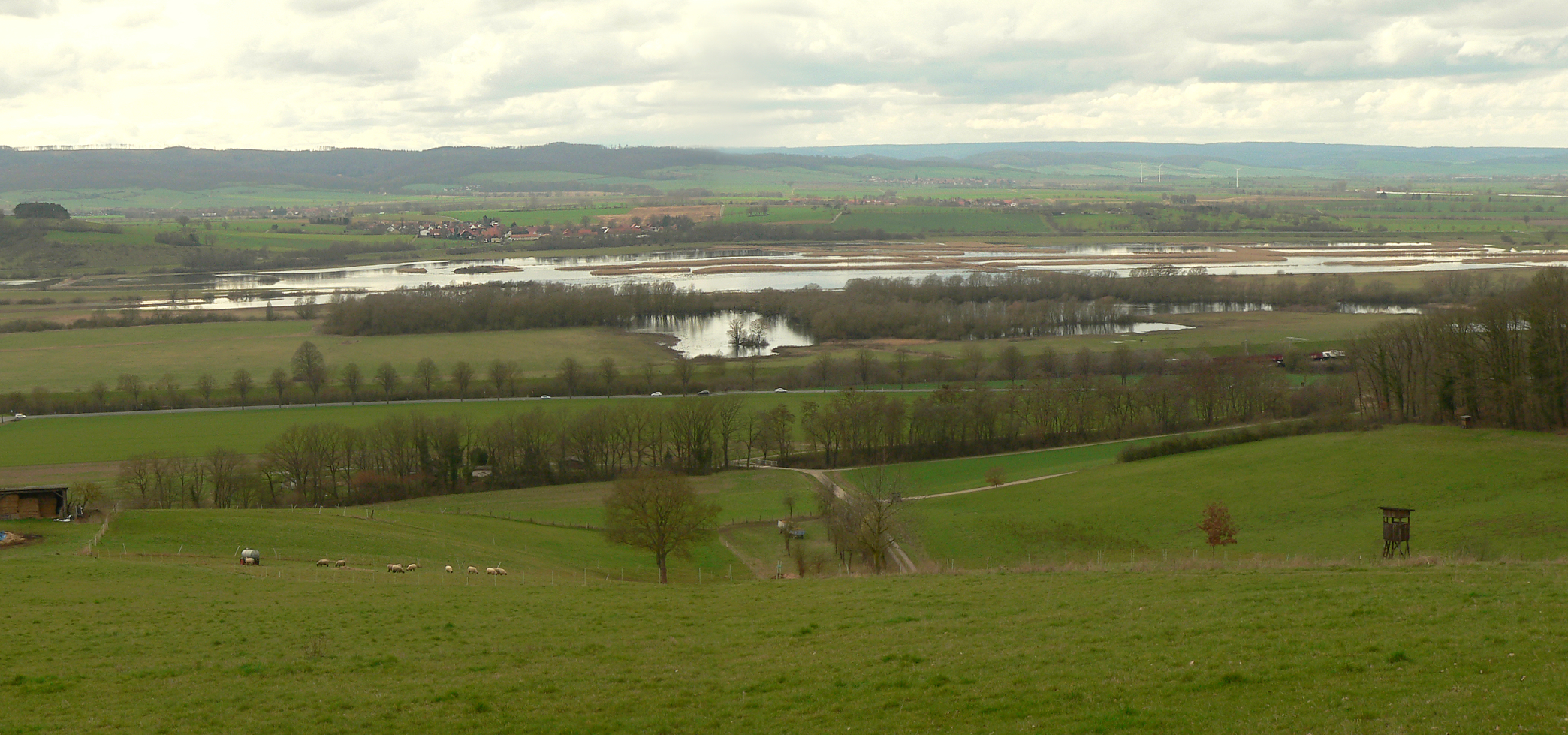
Teilweise befüllte Polderflächen, Frühjahr 2023

Das Hochwasserrückhaltebecken Salzderhelden, auch Leinepolder Salzderhelden genannt, ist eine Stauanlage an der Leine in Salzderhelden im Landkreis Northeim in Niedersachsen. Es dient dem Hochwasserschutz des Leinetals in Südniedersachsen. 

## Beschreibung
Das Hochwasserrückhaltebecken erfasst gut ein Drittel des Niederschlagseinzugsgebietes der Leine. Das Gesamteinstauvolumen beträgt knapp 40 Millionen Kubikmeter auf einer Fläche von etwa 1.000 Hektar. Betrieben wird es vom Niedersächsischen Landesbetrieb für Wasserwirtschaft, Küsten- und Naturschutz. Darüber hinaus ist es von internationaler ökologischer Bedeutung für den Vogelschutz. 

## Standort und Funktion
Der Standort im Leinetal zwischen Einbeck und Northeim wurde bewusst gewählt. Vom gesamten Niederschlagseinzugsgebiet der Leine von 6500 Quadratkilometern zwischen Quelle und Mündung beeinflusst das Rückhaltebecken mit 2200 Quadratkilometern ein gutes Drittel. Dazu gehört auch der niederschlagsreiche südliche Harz mit dem Harzvorland. Dadurch hat das Hochwasserrückhaltebecken einen großen Einfluss auf den Hochwasserverlauf in den flussabwärts gelegenen Gebieten des Leinetals einschließlich der Städte Alfeld und Hannover.
Ein rechnergestütztes Steuerungs- und Hochwasservorhersagemodell spiegelt das tatsächliche Niederschlags- und Abflussgeschehen des gesamten Leineeinzugsgebietes zwischen der Quelle und Hannover-Herrenhausen wider. Es liefert präzise Prognosen über den zu erwartenden Verlauf eines Hochwasserereignisses.
Das Hochwasserrückhaltebecken hat ein Gesamteinstauvolumen von 37,4 Millionen Kubikmetern auf einer Fläche von circa 1000 Hektar, die auf fünf Polder aufgeteilt ist. Im Hochwasserfall wird zunächst Polder 1 mit 16 Millionen Kubikmetern Fassungsvermögen eingestaut, danach fließt das Wasser in die Polder 2, 3 und 4. Dafür werden spezielle gestaffelte Überlaufstrecken genutzt. Polder 5 als landwirtschaftlich genutzte Fläche wird nur im Extremfall gefüllt. 
Beim Weihnachtshochwasser 2023/2024 staute das Rückhaltebecken rund 40,5 Millionen Kubikmeter Wasser, was einen Füllstand von 109,5 Prozent ausmachte. Erstmals seit der Inbetriebnahme wurde der Polder 5 gefüllt.

## Bau
Der Bau des Hochwasserrückhaltebeckens wurde im September 1972 begonnen. Offizielle Inbetriebnahme war im März 1994 nach erfolgreichem Probevolleinstau. Insgesamt wurden ca. 30 km Staudämme errichtet, 2 Millionen Kubikmeter Boden bewegt, Schöpfwerke und Brücken errichtet. Zentral ist das Abschlussbauwerk mit 116 Meter Länge in Salzderhelden bei Einbeck. Es umfasst fünf Segmente. Die mittleren drei haben Segmentwehre von 15 Meter Länge. Alle fünf Segmente sind mit Fischbauchklappen zur Hochwasserentlastung ausgestattet.
Seit 2000 ist der Betrieb durch ein Prozessleitsystem in der Steuerzentrale neben dem Abschlussbauwerk sowie ein rechnergestütztes Steuerungs- und Hochwasservorhersagemodell optimiert.

## Naturschutz
Über den Hochwasserschutz hinaus hat das Hochwasserrückhaltebecken eine internationale ökologische Bedeutung erlangt. In einem Teil der Flächen wurde ein renaturierter Lebensraum für zahlreiche bedrohte einheimische Vögel und Zugvögel, wie Storch, Eisvogel, Graugans, Reiher, Kormoran, geschaffen.
Der Bereich des Polders I mit einem speziell angelegten Dauersee steht unter Naturschutz. Er ist mit 523 Hektar das größte Naturschutzgebiet im Landkreis Northeim. Die übrigen Polder werden unterschiedlich intensiv landwirtschaftlich genutzt.

## Bildergalerie

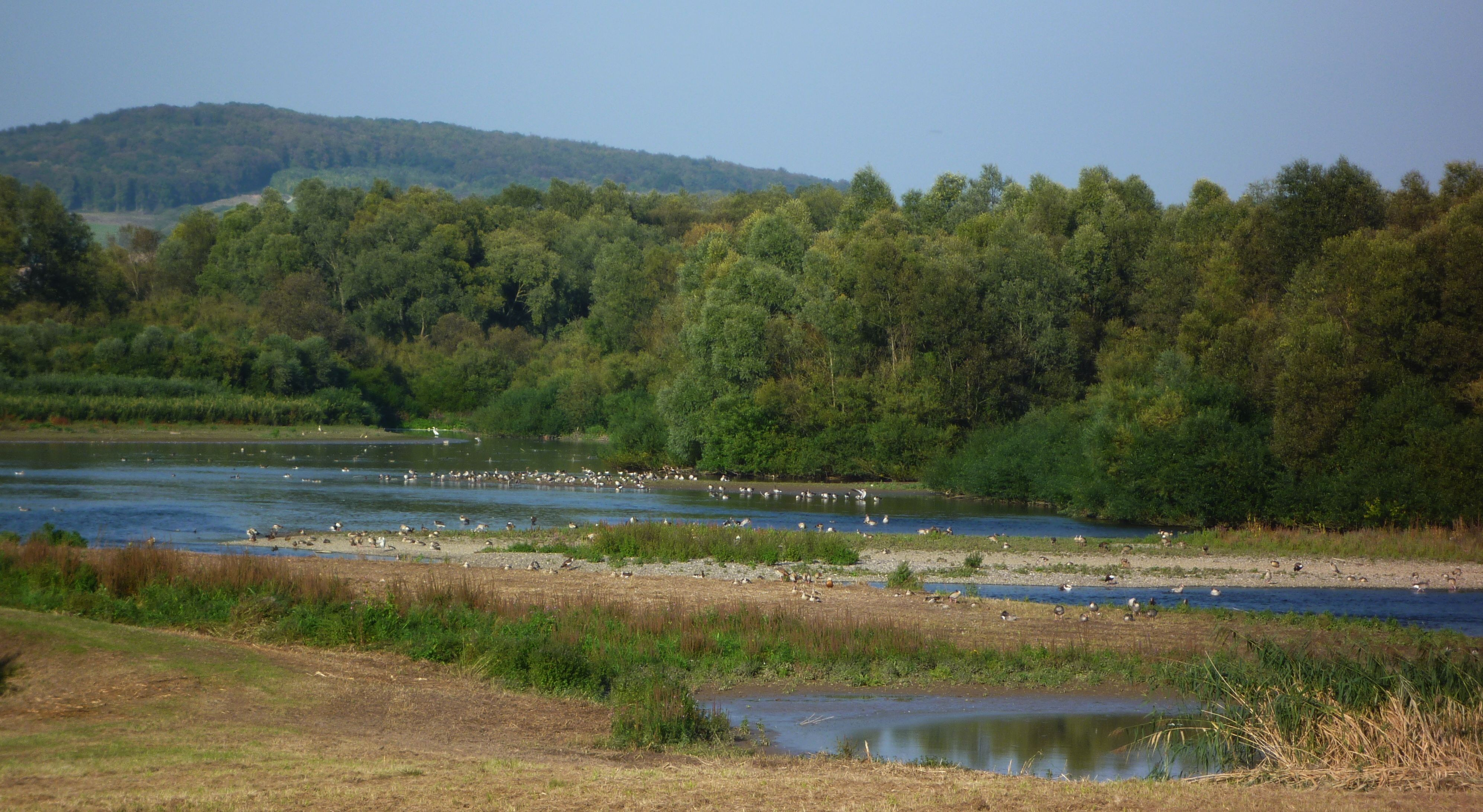
Naturschutzgebiet im Polder des Rückhaltebeckens
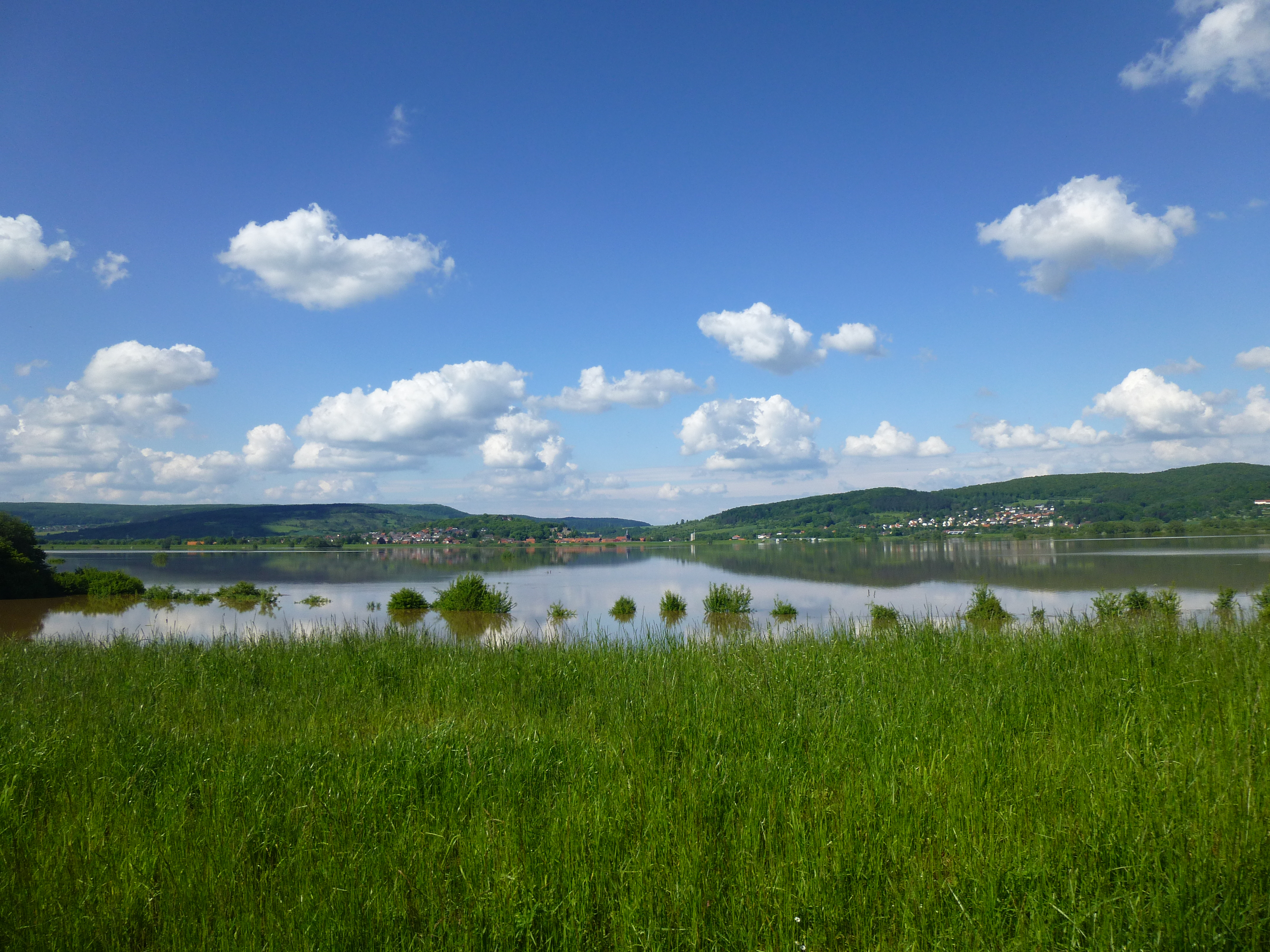
Situation beim Hochwasser in Mitteleuropa, Mai 2013
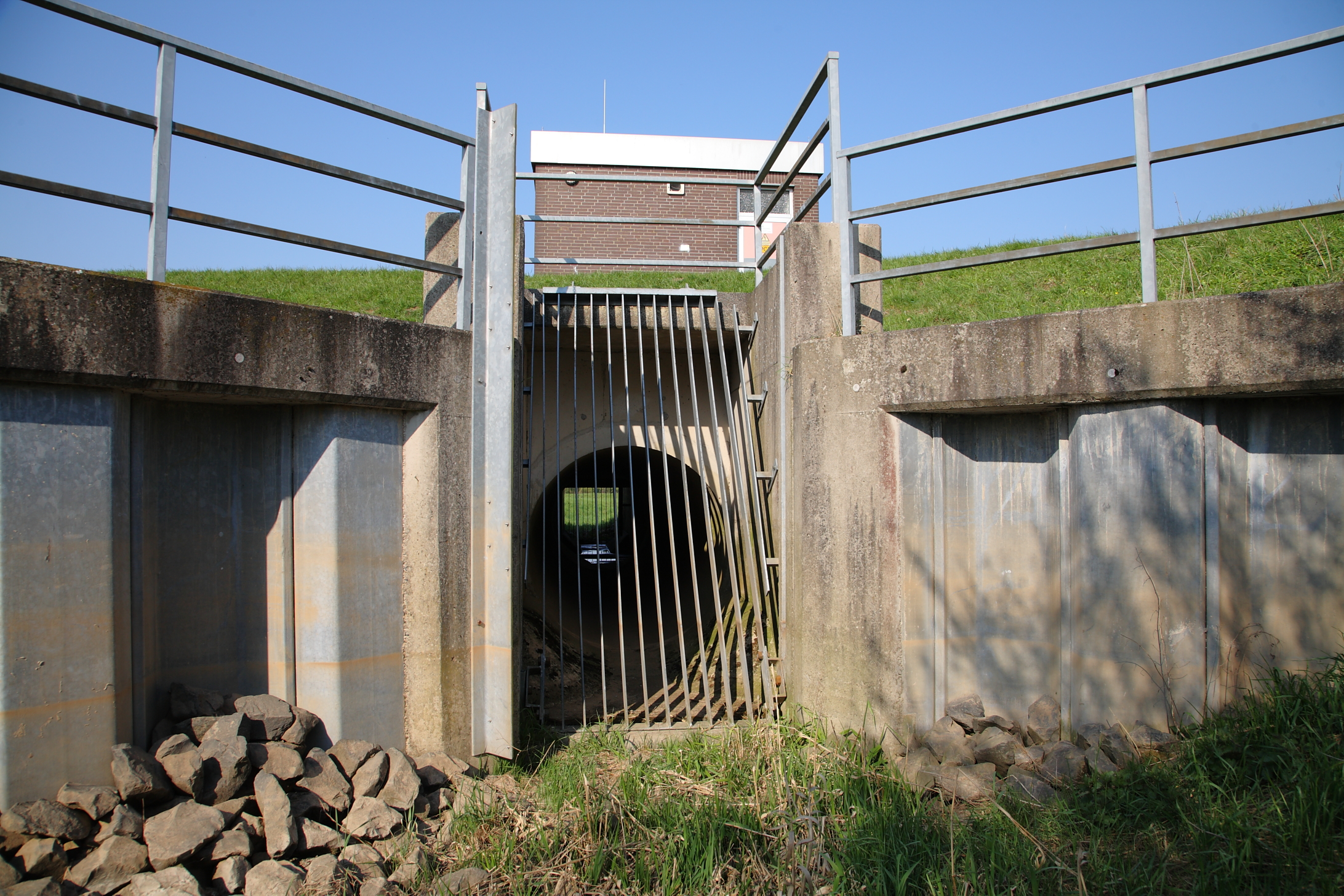
Überlaufverbindung zwischen zwei Poldern
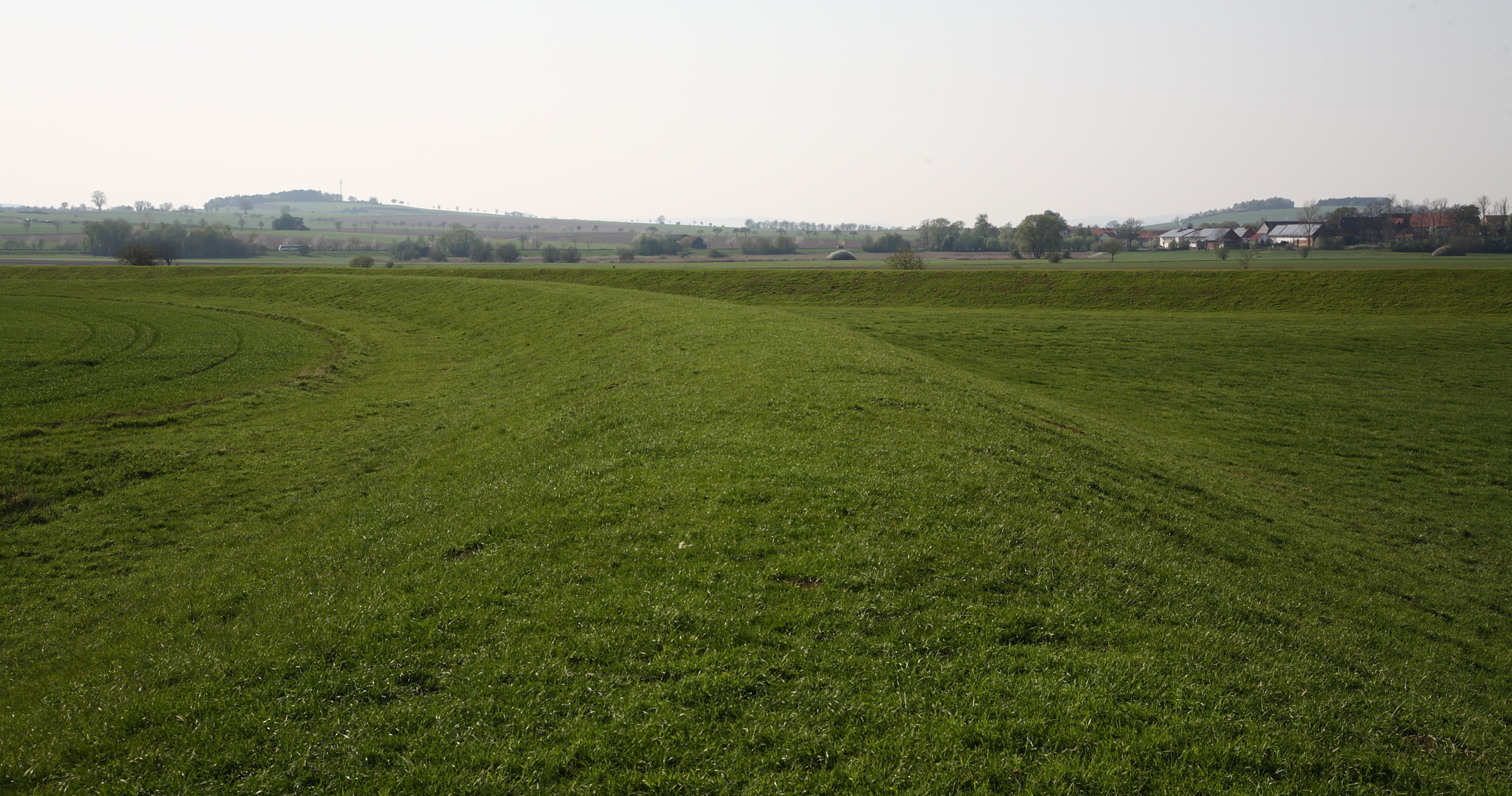
Polderstaudämme (Richtung Stöckheim/Drüber)